# (39695) 1996 SJ6
(39695) 1996 SJ6 là một tiểu hành tinh vành đai chính, with an absolute magnitude of 15.4. Nó được phát hiện qua chương trình tiểu hành tinh Beijing Schmidt CCD ở trạm Xinglong ở tỉnh Hồ Bắc, Trung Quốc ngày 18 tháng 9 năm 1996.